# James Park Woods
Pour les articles homonymes, voir Woods.
James Park Woods, né le 4 janvier 1886 à Two Wells en Australie-Méridionale et mort le 18 janvier 1963 à Nedlands (une localité de la Cité de Nedlands) en Australie-Occidentale, est un soldat australien, récipiendaire de la Croix de Victoria (VC) pendant la Première Guerre mondiale. Il est enrôlé dans la première force impériale australienne (Australian Imperial Force) en septembre 1916 et, après s'être entraîné en Australie et au Royaume-Uni, rejoint son unité, le 48e bataillon d'infanterie, en France en septembre 1917. Avec le reste de son bataillon, il participe à la première bataille de Passchendaele le mois suivant. Au début de 1918, il est hospitalisé pendant plusieurs mois avant de rejoindre son unité en mai. Il est à nouveau déclaré malade en juillet, et ne revient au 48e bataillon qu'à la mi-août.
Le 18 septembre 1918, le 48e bataillon participe à l'attaque contre les avant-postes de la ligne Hindenburg pendant l'offensive des Cent-Jours. Après la première phase de l'attaque, certains éléments de l'unité de James Park Woods sont chargés de soutenir un autre bataillon alors qu'il mène un nouvel assaut. Lorsqu'on suppose que les troupes britanniques de flanc n'ont pas avancé jusqu'à leur objectif désigné, une patrouille de quatre hommes, dont James Park Woods, tente de les contacter. Au lieu de trouver les troupes britanniques, ils rencontrent un puissant poste allemand et, après avoir appelé des renforts, l'attaque, chassant plus de trente Allemands de leur position. Les actions de James Park Woods pendant cet assaut et la défense ultérieure du poste capturé lui vallent la Croix de Victoria. Il survit à la guerre, retourne en Australie et exploite un vignoble et un verger en Australie-Occidentale. Il prend sa retraite prématurément en raison d'une mauvaise santé et meurt en 1963. Ses médailles sont exposées dans le Hall of Valour du Mémorial australien de la guerre.

## Biographie

### Jeunesse
James Park Woods, né à Two Wells en Australie-Méridionale, le 4 janvier 1886, est le fils d'un forgeron, James Woods, et de sa femme, Ester née Johnson. Après la mort de sa mère à l'âge de sept ans, James Park Woods est élevé par une demi-sœur et, après avoir terminé ses études, travaille dans un vignoble aux côtés de ses frères. Peu de temps après le déclenchement de la Première Guerre mondiale en 1914, il tente d'être enrôlé dans l'AIF, mais sa demande est écartée en raison de sa taille (5 pieds 4 pouces, soit 163 cm). Lui et son frère Will déménagent ensuite en Australie-Occidentale et pendant les deux années suivantes, travaillent dans le transport et la clôture dans le district de Katanning avant que James ne devienne viticulteur à Caversham dans la région viticole de Swan Valley près de Perth. Dans sa jeunesse, il est également un fervent joueur de cricket. Après d'autres tentatives infructueuses pour rejoindre l'AIF, il réussit finalement le 29 septembre 1916, après que les critères de taille aient été abaissés,,.

### Première Guerre mondiale

#### 1916-1917
À la suite de son enrôlement en tant que soldat, James Park Woods est affecté en renfort au 48e bataillon, une  unité mixte d'Australie du Sud-Ouest, faisant partie de la 12e brigade, 4e division. Il servait déjà sur le front occidental en France et en Belgique. Après deux mois d'entraînement à Blackboy Hill, James Park Woods s'embarque avec le reste de son unité de renfort sur le HMAS Berrima à Fremantle le 23 décembre 1916. Il débarque à Devonport au Royaume-Uni le 16 février 1917 et rejoint le 12e bataillon d'entraînement à Codford, sur Salisbury Plain. Au cours de cette période de formation, il est hospitalisé pour des oreillons puis pour une bronchite et une pneumonie. Une fois rétablit, il termine sa formation, s'embarque à Southampton pour la France et rejoint le 48e bataillon le 12 septembre,,.

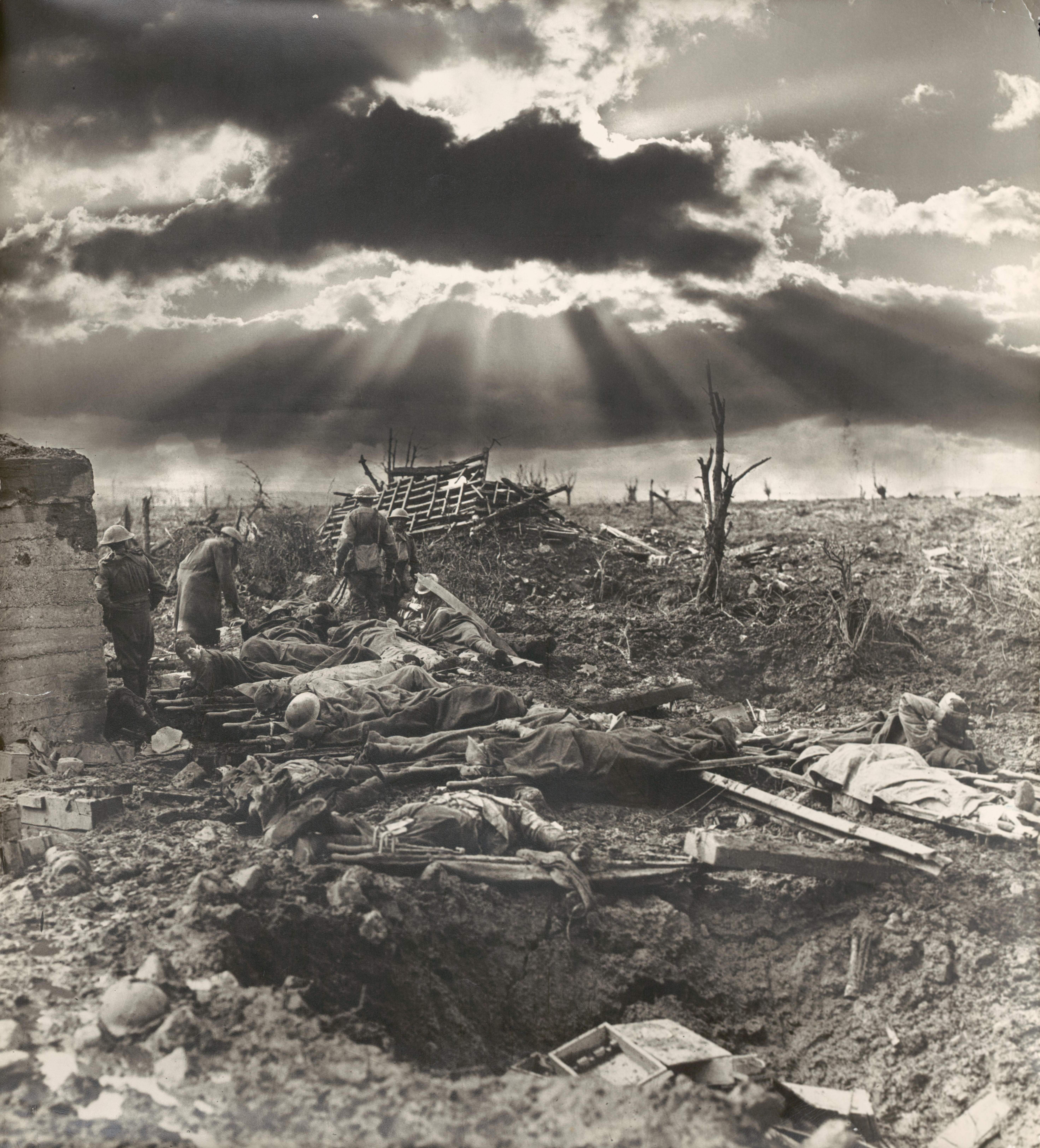
Le matin après la première bataille de Passchendaele. On peut voir les pertes australiennes autour d'un blockhaus.

Au moment où James Park Woods rejoint le bataillon, il suit un entraînement et reçoit des renforts dans une aire de repos à Zuytpeene. Le 21 septembre, le bataillon est récupéré par des bus et transporté pendant plusieurs jours via Steenvoorde jusqu'aux environs d'Ypres en Belgique. Là, la 12e brigade relève d'autres unités de la 4e division qui avaient participé à la bataille du bois du Polygone et prend des positions de soutien. Pendant cette période, ses tâches principales consistent au sauvetage du champ de bataille et au creusement de tombes pour les allemands et les australiens récemment tués. Malgré ces tâches non militaires, le bataillon subit plusieurs pertes dues aux tirs de l'artillerie allemande. Le 48e bataillon est relevé de ces positions le 1er octobre, et occupe des tranchées à la crête de Westhoek pendant la nuit avant de retourner à Steenvoorde.
Après une semaine à Steenvoorde, le bataillon de James Park Woods marche vers Abeele le 10 octobre, puis s'entraîne pour Ypres. Ce soir-là, il marche vers les tranchées de la crête de Westhoek, où il reçoit l'ordre d'une attaque majeure de la division : la première bataille de Passchendaele, qui a lieu le 12 octobre. Malgré le succès initial et la capture de plus de 200 allemands, l'attaque principale échoue, laissant le flanc gauche du bataillon exposé. La première contre-attaque  allemande est repoussée, mais avec son flanc gauche non protégé, le 48e bataillon est repoussé à sa ligne de départ par une seconde contre-attaque. Au cours des combats, l'unité perd 370 hommes sur un effectif initial de 621 hommes. James Park Woods et le reste du bataillon sont retirés de la ligne et ils sont réunis avec les troupes du noyau, le tiers de chaque unité qui est maintenu hors de la ligne quand un bataillon entre en action. Ainsi renforcé, le bataillon se rend ensuite brièvement dans une position de soutien sur la crête d'Anzac le 19 octobre, avant d'être relevé et de s'éloigner de Passchendaele pour une longue période de repos et de récupération. Cette période se passe d'abord à Cuhem, puis à Friancourt avant que le bataillon ne passe quelques semaines dans un camp près de Péronne, où James Park Woods et le reste de l'unité célèbrent le jour de Noël,.

#### 1918
Le 8 janvier 1918, le 48e bataillon marche sur Péronne et, circulant en train et à pied, arrive en Belgique où il entre dans les tranchées de la ligne de front près de Hollebeke le 11 janvier. Le bataillon reste dans les tranchées calmes dans des conditions hivernales froides pendant dix jours avant d'être relevé, étant principalement engagé dans l'amélioration des défenses délabrées. Le lendemain du jour où le bataillon est relevé et se rend dans la zone arrière, James Park Woods se déclare malade. On lui diagnostique une bronchite ou une péricardite, et il est évacué vers un hôpital de Birmingham, au Royaume-Uni. Il ne retourne à son bataillon que le 30 mai, lorsque le bataillon est dans une zone de repos à Rivery. Le 2 juin, l'unité avance de nouveau, prenant position dans la réserve divisionnaire. Deux semaines plus tard, le 48e bataillon se déplace sur la ligne de front près de Sailly-le-Sec, d'où il est relevé le 4 juillet. Il retourne ensuite dans une zone de repos près d'Allonville avec le reste de la 4e division. Cette période de repos se poursuit jusqu'à la fin du mois, mais le 23 juillet, James Park Woods déclare être atteint de dysenterie. Évacué et admis dans un poste de secours pour se rétablir, il réintègre son unité le 16 août. À ce moment, le bataillon est en première ligne près de Lihons, où il a un moment de repos jusqu'à sa relève le 24 août. L'unité est ensuite retirée dans une zone de repos près de Saint-Vaast-en-Chaussée où elle reste près de deux semaines,.

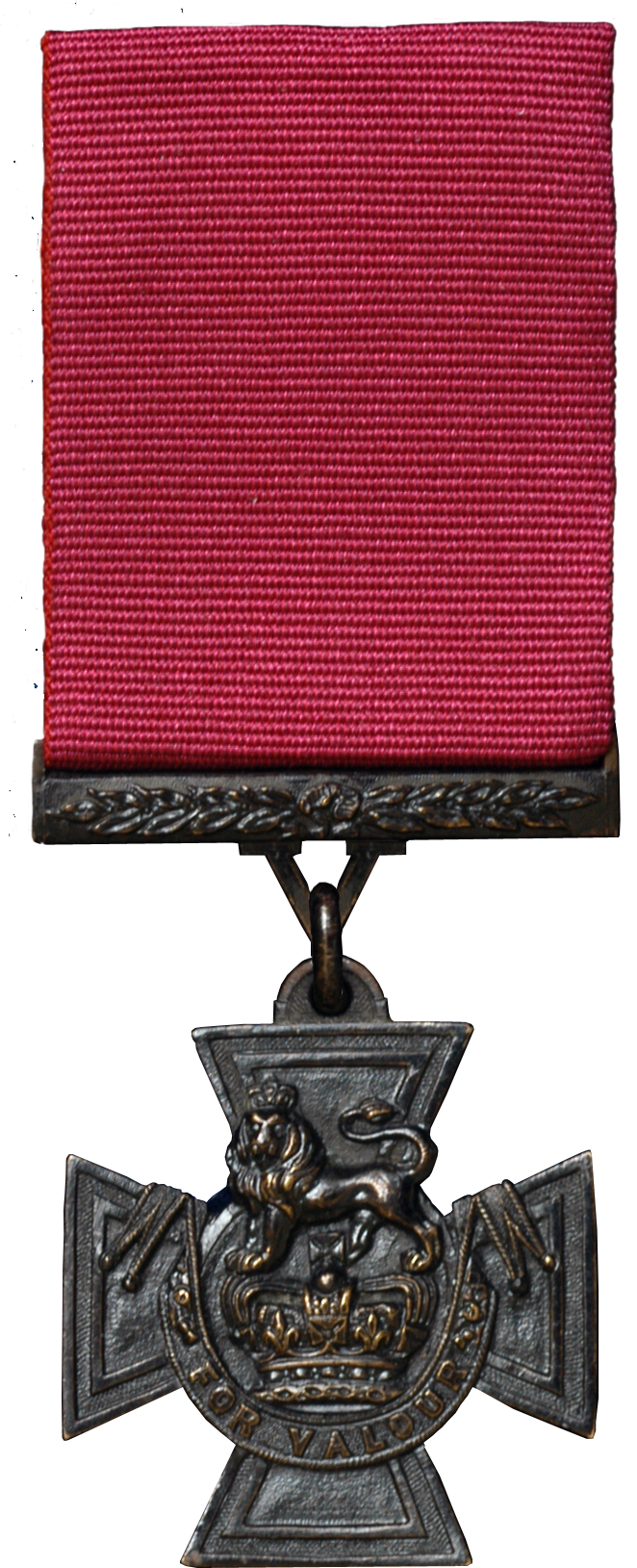
La Croix de Victoria.

En septembre 1918, les Alliés sont au milieu de l'offensive des Cent-Jours, une série d'attaques sans réponse qui avait commencé avec la bataille d'Amiens le 8 août. Dans le cadre de l'attaque contre les avant-postes de la ligne Hindenburg le 18 septembre, le 48e bataillon mène l'assaut dans la première phase, capturant 480 allemands, et il est suivi par les 45e et 46e bataillons qui sont respectivement responsables des deuxième et troisième phases. L'attaque australienne se déroule près de Le Verguier, au nord-ouest de St. Quentin. Sur le flanc droit de la 12e brigade, la 1re division britannique retarde son assaut sur la troisième ligne d'objectifs. Le commandant de la 12e brigade, le brigadier général Raymond Leane, ordonne donc à deux compagnies du 48e bataillon de protéger le flanc du 46e bataillon pendant qu'il mène la troisième phase de l'attaque. Après l'assaut réussi du 46e bataillon, les deux compagnies du 48e bataillon sont  chargées d'aider le 46e bataillon à renforcer leur position. La 1re division britannique sur le flanc droit signale à plusieurs reprises qu'elle a également capturé le troisième objectif, et Raymond Leane envoie des patrouilles pour confirmer.
James Park Woods fait partie d'une patrouille de quatre hommes envoyée sur ordre de Raymond Leane pour prendre contact avec les Britanniques. Au lieu de trouver des troupes britanniques, ils localisent une position allemande fortement défendue avec d'excellents champs de tir. Alors qu'une attaque en force sur la position est organisée, James Park Woods dirige la patrouille contre les défenseurs allemands. James Park Woods tue un allemand, et au moins trente autres s'enfuient, laissant derrière eux quatre mitrailleuses lourdes et deux mitrailleuses légères. Un des patrouilleurs est blessé lors de l'assaut, mais ils réussissent à repousser plusieurs contre-attaques déterminées jusqu'à l'arrivée des renforts. James Park Woods grimpe sur le parapet, se couche et lance des grenades à main. Les renforts arrivent alors qu'il n'a plus que ses dernières cartouches de fusil, et le poste est sécurisé à l'aube. Au cours de l'attaque générale de la brigade, le 48e bataillon ne subit que 65 pertes. Pour son action, James Park Woods est recommandé pour la Croix de Victoria (VC),,,.
La 4e division est alors relevée et se met au repos à l'arrière et la brigade ne retourne pas au combat avant l'armistice du 11 novembre 1918. La citation de la Croix de Victoria de James Park Woods est publiée la veille de Noël 1918 : 
« For conspicuous bravery and devotion to duty near Le Verguier, north-west of St. Quentin, on the 18th September, 1918, when, with a weak patrol, he attacked and captured a very formidable enemy post, and subsequently, with two comrades, held the same against heavy enemy counterattacks. Although exposed to heavy fire of all descriptions, he fearlessly jumped on the parapet and opened fire on the attacking enemy, inflicting severe casualties. He kept up his fire and held up the enemy until help arrived, and throughout the operations displayed a splendid example of valour, determination and initiative. »
— The London Gazette – 24 décembre 1918.
        
« Pour sa bravoure et son dévouement remarquables près de Le Verguier, au nord-ouest de Saint-Quentin, le 18 septembre 1918, lorsqu'avec une faible patrouille, il attaqua et captura un poste ennemi très redoutable, puis, avec deux camarades, le tint contre de lourdes contre-attaques ennemies. Bien qu'exposé à un feu nourri de toutes sortes, il sauta sans crainte sur le parapet et ouvrit le feu sur l'ennemi attaquant, infligeant de lourdes pertes. Il a continué à tirer et a tenu l'ennemi en respect jusqu'à l'arrivée des secours, et tout au long des opérations, il a fait preuve d'un splendide exemple de vaillance, de détermination et d'initiative. »
La Croix de Victoria de James Park Woods est la seule décernée à un membre du 48e bataillon. Il  reçoit la décoration du roi George V au palais de Buckingham le 31 mai 1919. James Park Woods embarque à bord du navire transport de troupes SS Königin Luise le 21 juin, revient à Fremantle au début du mois d'août et est libéré de l'AIF le mois suivant,.

### Retour à la vie civile et fin de vie

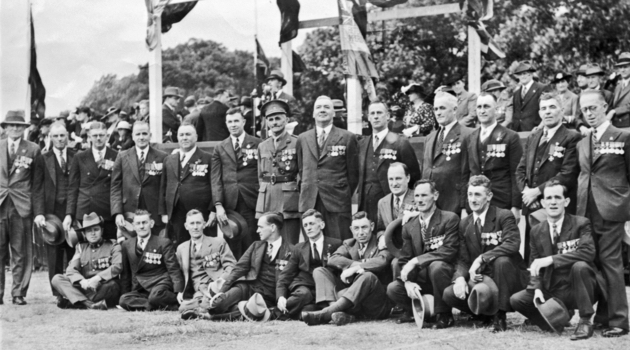
Un groupe de récipiendaires australiens de la Croix de Victoria s'est réuni à Sydney le jour de l'Anzac 1938. James Park Woods est au premier rang, cinquième en partant de la gauche.

À son retour à la vie civile, James Park Woods achète et exploite un vignoble et un verger dans la Swan Valley (Australie-Occidentale). Il épouse Olive Adeline Wilson le 30 avril 1921. Le couple a sept enfants : quatre fils et trois filles. James souffre de problèmes de santé liés à son service et, en 1937, il prend sa retraite avec une pension complète, après quoi la famille déménage à Claremont. Ses fils Gordon et Norman servent dans la Royal Australian Air Force pendant la Seconde Guerre mondiale ; Gordon, l'aîné, est tué dans un accident de vol d'entraînement près de Newcastle (Nouvelle-Galles du Sud), en octobre 1943. À sa retraite, James Park Woods s'engage dans la Ligue impériale d'Australie des marins, soldats et aviateurs de retour au pays. En 1956, il se rend au Royaume-Uni pour assister au centenaire de la Croix de Victoria,,.
James Park Woods meurt le 18 janvier 1963 au Hollywood Private Hospital dans la Cité de Nedlands, à l'âge de 77 ans, et est inhumé au cimetière Karrakatta. Il laisse dans le deuil sa femme et ses six enfants. Sa femme est morte en 1986 à 87 ans.

## Hommage et distinctions
Un quartier de l'hôpital où il est mort a été nommé en son honneur.
Outre la Croix de Victoria, la Médaille de guerre britannique et la Victory Medal pour son service lors de la Première Guerre mondiale, James Park Woods a obtenu plus tard la Médaille du Couronnement du Roi George VI et la Médaille du Couronnement de la Reine Elizabeth II. L'ensemble de ses médailles, dont sa Croix de Victoria, ont été présentées au Mémorial australien de la guerre à Canberra et ont été exposées dans le Hall of Valour. La Croix de Victoria était, à l'époque, la plus haute distinction et est considérée comme l'équivalent de la Croix de Victoria pour l'Australie, qui a été créée en 1991.